# Hertonäs strands kapell
Hertonäs strands kapell (finska: Herttoniemenrannan kappeli) är en kyrka i Helsingfors. Den befinner sig i bottenvåningen i ett vanligt bostadshus. Den planerades av arkitektbyrån Jukka Turtiainen och Pia Ahonen, och blev klar år 2001.